# دم‌چلچله‌ای

شکل یک پرچم دم‌چلچله‌ای.

در اصطلاحات پرچم‌شناسی دم‌چلچله‌ای یا دم‌پرستویی به یک برش V شکل در پرچم که باعث می‌شود پرچم دو نقطه خاتمه داشته باشد یا به هر پرچمی که برش V-شکل داشته باشد گفته می‌شود.
نام آن از دم چنگال‌مانند پرنده‌های پرستو می‌آید.

## نگارخانه
- رمز بین‌المللی پرچم در کشتی‌ها برای حرف «A:
- پرچم نیروی دریایی لهستان
- پرچم نیروی دریایی آلمان